# Ernesto Galán
Ernesto Galán Íñigo (Madrid, 17 de junio de 1986) es un exfutbolista español que se desempeñaba como lateral derecho o central.

## Trayectoria
Galán se inició en el C. D. Móstoles, de donde salió para pasar por diversos equipos de Segunda B hasta que en la temporada 2009/10 llegó al Girona F. C. en Segunda.
A la temporada siguiente fue fichado por el R. C. D. Espanyol. Su debut en la Primera División española fue el 29 de agosto de 2010 en la victoria por 3-1 sobre el Getafe C. F. en el estadio Cornellà-El Prat. En ese partido, Galán marcó un gol en su propia portería. Poco después se lesiona de gravedad en un partido contra la Real Sociedad.
Tras rescindir su contrato en el mercado invernal de 2013 con el R. C. D. Espanyol, ficha por el Xerez C. D.. 
El 13 de agosto de 2013, ficha por la U. D. Las Palmas por 2 temporadas.
En la temporada 2015-16, disputó 33 partidos y marcó 4 goles en Segunda División A con el C. D. Mirandés.
En julio de 2016, Galán llegó a un acuerdo con los dirigentes del Rayo Vallecano para firmar un contrato de dos años de duración.
Tras esos dos años, en julio de 2018 firmó con el recién ascendido a Segunda División C. F. Rayo Majadahonda.
En 2019, Galán decide retirarse del fútbol a nivel profesional.
En 2021, se une al A. D. Villaviciosa de Odón hasta la temporada siguiente.

## Clubes
| Club                       | País   | Año       |
| -------------------------- | ------ | --------- |
| C. D. Móstoles             | España | 2005-2006 |
| U. E. Lleida               | España | 2006-2007 |
| C. D. Puertollano          | España | 2007      |
| U. E. Lleida               | España | 2007-2009 |
| Girona F. C.               | España | 2009-2010 |
| R. C. D. Espanyol          | España | 2010-2013 |
| Xerez C. D.                | España | 2013      |
| U. D. Las Palmas           | España | 2013-2014 |
| D. Alavés                  | España | 2014-2015 |
| C. D. Mirandés             | España | 2015-2016 |
| Rayo Vallecano de Madrid   | España | 2016-2018 |
| C. F. Rayo Majadahonda     | España | 2018-2019 |
| A. D. Villaviciosa de Odón | España | 2021-2022 |

## Palmarés

### Otros campeonatos oficiales
| Título        | Club         | País   | Año  |
| ------------- | ------------ | ------ | ---- |
| Copa Cataluña | RCD Espanyol | España | 2010 |